# جيني آدامز (منافسة ألعاب القوى)
جيني آدامز (بالإنجليزية: Jenny Adams) هي منافسة ألعاب القوى أمريكية، ولدت في 8 يوليو 1978.

## وصلات خارجية
- جيني آدامز على موقع الاتحاد الدولي لألعاب القوى (الإنجليزية)